# José Luis Pego Alonso
José Luis Pego Alonso (Ferrol, 1957) es economista y ex director general de Caixanova. 

## Formación
Se licenció en Ciencias Económicas y Empresariales por la Universidad de Santiago de Compostela, en la que obtuvo la calificación de sobresaliente en el examen de grado. También realizó los cursos de doctorado en Ciencias Económicas y cursó estudios de la Licenciatura de Derecho en la misma Universidad. Posteriormente, en 1983, obtuvo una beca del Programa Fulbright para realizar estudios de doctorado en la Universidad de Nueva York, que finalmente rechazó. Realizó el servicio militar en la Marina, donde fue teniente de Intendencia. Además de un Master in Business Administration por la Escuela de Negocios Caixanova, realizó labores de docencia en las universidades de Santiago, Vigo y en la UNED como profesor ayudante.

## Trayectoria
Su trayectoria profesional se desarrolla en Caixanova, donde entró en 1985. Pasó por los puestos de técnico de planificación, jefe de departamento, director de área, subdirector y director general adjunto. Ascendió a director general de Caixanova en junio de 2006, sustituyendo a Julio Fernández Gayoso.
En diciembre de 2010 Alberto Núñez Feijóo fuerza la fusión entre Caixanova, de donde procede, y Caixa Galicia, ante los problemas de viabilidad de esta última. Para garantizar la supervivencia de Caixa Galicia, caja de ahorros en quiebra y bajo amenaza de intervención inmediata, el Banco de España insta a Caixanova a aceptar la fusión, a la que su equipo directivo se oponía por no considerarla viable. La fusión de ambas entidades da lugar a Novacaixagalicia.
Caixanova llega al proceso de fusión con 80 millones de beneficio en el negocio tradicional. No obstante, las pérdidas de 2.090 milloness de Caixa Galicia comprometen la viabilidad futura de la nueva entidad fusionada, y provocan que el FROB inyecte 1.162 millones de euros de fondos públicos para garantizar su supervivencia. El organismo regulador decide nombrar a José Luis Pego director general de la nueva caja al confiar en su gestión y ante la mala praxis de la dirección de Caixa Galicia. Ese mismo año recibe el premio de "Economista del año" otorgado por el Colegio de Economistas de Pontevedra por su trayectoria en Caixanova, y su compromiso al aceptar la tarea encomendada por el Banco de España de sacar adelante el proyecto. 
En septiembre de 2011  Alberto Núñez Feijóo impulsa a José María Castellano como nuevo presidente ejecutivo de la caja recién fusionada, quien decide prescindir de José Luis Pego como condición para que el fondo de capital riesgo Elliot recapitalice la entidad, y evitar así recurrir al rescate público. A pesar de que los fondos prometidos nunca llegarían, el exdirectivo es obligado a abandonar su cargo tras haber permanecido 9 meses en él, y se debe acoger a la prejubilación anticipada de acuerdo a las condiciones laborales de su contrato de alta dirección del año 2005.  El Banco de España aprueba la liquidación de su prejubilación al constatar que la cuantía percibida obedece a las condiciones contractuales, no afecta a la solvencia de la entidad y el contrato es legal, conocido por el regulador, y ha sido aprobado y ratificado por todos los Órganos de Gobierno de la caja. La asesoría jurídica interna de la entidad, despachos de abogados externos y la asesoría jurídica del Banco de España avalan que las condiciones contractuales liquidadas se ajustan a derecho.
Dos semanas después de abandonar su cargo son filtradas a la prensa las condiciones de prejubilación de este y otros directivos de la entidad, generando un gran revuelo mediático y social. El exdirectivo se ofrece a renunciar a parte de su finiquito con la condición de que sea devuelto a la caja y se destine a obra social, alcanzándose un principio de acuerdo que queda anulado cuando el Ministerio Fiscal inicia una investigación en noviembre de 2011 sobre la legalidad de su contrato.  En junio de 2012 la Fiscalía presenta una querella penal en la Audiencia Nacional contra el exdirectivo por presuntamente haber cobrado indebidamente 122.586 euros de su prejubilación. En octubre de 2015 el Tribunal le declara culpable de delitos de administración desleal y apropiación indebida, y le condena a dos años de prisión. En enero de 2016 el tribunal ordena el cumplimiento de la pena debido a "la gravedad del delito atendiendo al impacto macroeconómico producido". La responsabilidad civil se encuentra pendiente de determinar por recurso de casación ante el Tribunal Supremo.
En su comparecencia en 2013 en la Comisión de Investigación del Parlamento Gallego sobre la situación de las cajas, el exdirectivo pidió "disculpas a toda la sociedad gallega" por "todos los errores nunca conscientes" que pudieron cometer los gestores de Caixanova, asegurando que la fusión 'descarriló' por causas exógenas a la labor que desempeñaban.